# Volo Aeroflot 65
ll volo Aeroflot 65 era un volo di linea della Aeroflot tra l'aeroporto di Šeremet'evo e l'aeroporto di Brazzaville con scali intermedi a Conakry e Kotoka. Il 17 febbraio 1966, durante il decollo dall'aeroporto moscovita, il Tupolev Tu-114 che operava il volo precipitò al suolo provocando la morte di 21 dei 47 passeggeri e dei 19 membri dell'equipaggio.
Il volo 65 è l'unico incidente mortale che ha mai coinvolto un Tu-114.

## L'aereo
Il velivolo coinvolto era un Tupolev Tu-114 con numero di registrazione CCCP-76491 e C/N 64M472 motorizzato da quattro turboelica Kuznetsov NK-12. Il Tupolev venne costruito nel dicembre del 1964 per poi entrare in servizio presso la compagnia di bandiera sovietica a partire dal novembre 1965. Fu l'ultimo dei 34 Tu-114 prodotti ad essere costruito. Al momento dell'incidente, l'aereo aveva accumulato solamente 93 ore di volo in 19 cicli di pressurizzazione.

## L'equipaggio
Il comandante del velivolo era V. P. Filonov mentre il secondo pilota era Nikolaj Gureev. In aggiunta, data la lunghezza delle tratte, c'era a bordo un secondo equipaggio formato dal comandante Aleksandr Žitov e dal secondo pilota Vladimir Petrovič. Oltre ai marconisti, ingegneri di volo e navigatori, c'erano anche due tecnici che avrebbero fornito supporto tecnico durante le soste in aeroporti esteri.

## L'incidente
Il volo 65 era il primo servizio di linea dell'Aeroflot con scali intermedi a Conakry e Kotoka poiché dal 14 aprile 1965 le autorità sudanesi avevano negato il sorvolo del proprio spazio aereo da parte di velivoli sovietici. Impossibilitati a raggiungere direttamente Brazzeville, il volo venne di conseguenza allungato.
Il 17 febbraio 1966, il cielo sopra Mosca era caratterizzato da una nevicata leggera, nebbia, una visibilità di circa 600 metri ed una umidità relativa del 100%. La pista dell'aeroporto era coperta da uno strato di neve e venne inviato uno spazzaneve per liberarla. Alle 23:35 del giorno precedente, l'equipaggio ricevette le condizioni meteo che indicavano una visibilità di 700 metri, insufficiente per il decollo del Tu-114 che ne richiedeva un minimo di 1.000. Il direttore di volo si diresse verso il centro meteo dell'aeroporto e poi eseguì una ispezione sulla pista. Avvisò quindi l'equipaggio che la pista non era stata liberata completamente in quanto lungo i bordi c'era uno strato di 50-70 cm di neve e che secondo lui la visibilità era di circa 1.200 metri.
A causa del ritardo accumulato e della pressione dei vertici della compagnia presenti per il volo inaugurale, il comandante decise di decollare malgrado i bollettini rivelassero che la situazione era addirittura peggiorata rispetto a prima (visibilità ridotta a 500 metri). I quattro motori del Tu-114 vennero accesi e alle 01:37 il comandante chiese via radio al controllore di torre la visibilità attuale. Il controllore riferì un valore di 1.100 metri, sufficiente per il decollo.
Il Tupolev iniziò la corsa di decollo. Le luci della pista erano coperte dalla neve e solo parzialmente visibili. L'aereo iniziò lentamente a spostarsi verso destra senza che i piloti se ne potessero accorgere in tempo. Invece di interrompere il decollo, i piloti decisero di sterzare verso sinistra il velivolo. Dopo circa 1.400 metri di corsa, il ruotino anteriore si staccò da terra. La correzione fece spostare il Tupolev eccessivamente verso il margine sinistro della pista e il carrello principale impattò contro un cumulo di neve alto 60 cm. La collisione fece spostare nuovamente verso sinistra l'aereo e causò una diminuzione della velocità. I piloti continuarono comunque il decollo e virarono a destra causando il contatto delle lunghe pale dei motori 3 e 4 sull'asfalto. Ormai senza controllo, il Tupolev si capovolse e prese fuoco. La forza dell'impatto fece separare la coda dal resto del velivolo in fiamme. La maggior parte dei passeggeri che sopravvissero erano in questa sezione.

## Le indagini
Per determinare le cause dell'incidente venne nominata una commissione di inchiesta. Il 12 maggio del 1966, la commissione emise il proprio verdetto: la causa dell'incidente era da ricondurre ad una serie di errori commessi dall'equipaggio del Tupolev e dal controllo del traffico aereo. Il controllore infatti quando fu interpellato dal comandante alle 01:37 circa la visibilità, la calcolò contando il numero di luci pista che vedeva (11). Pensando che fossero distanziate l'una dall'altra di 100 metri approssimò la stima a 1.100 metri. In verità le luci della pista erano distanziate solamente di 50 metri portando così la visibilità reale a circa 550 metri, così come riportato nei bollettini meteo. Altri fattori che contribuirono all'incidente furono le cattive condizioni meteo e la mancata pulizia completa della pista.